# Избори за Съвета за сигурност на ООН (1985)
Изборите за Съвета за сигурност на ООН през 1985 г. са проведени на 17 октомври по време на 40-а годишна сесия на Общото събрание на ООН в централата на Организацията на обединените нации в Ню Йорк.
За непостоянни членове на Съвета за сигурност на ООН са избрани Република Конго, Гана, Обединени арабски емирства, Венецуела и България. Мандатът на членството им е 2 години, считано от 1 януари следващата 1986 г.
В съответствие с установените правила за географско разпределение на непостоянните членове на Съвета за сигурност са избрани:
- 1 страна членка от група „Източна Европа“ (България заменя Украинска ССР),
- 1 страна членка от група „Латинска Америка и Кариби“ (Венецуела заменя Бразилия),
- 2 страни членки от група „Африка“ (Р. Конго и Гана заменят Египет и Буркина Фасо),
- 1 страна членка от група „Азия“ (ОАЕ заменя Индия).